# 文明衝突論
《文明衝突論》（英語：The Clash of Civilizations）是1993年夏季由美國哈佛大學教授塞缪尔·P·亨廷顿在《外交季刊》上發表了一篇題為《文明的衝突》的文章中的观点。1996年，此文章又被拓展為一本專書，取名為《文明衝突與世界秩序的重建》（The Clash of Civilizations and the Remaking of World Order）。

## 主要論點
文明衝突論以“文明衝突將是未來衝突的主導模式”为主要论点。

### 理由
1. 歷史事實
2. 世界變小，文化的接觸會產生摩擦
3. 因為現代化及社會變遷，宗教填補了人從傳統中跳脫後的真空
4. 認為全球化不應該等於西化
5. 文化差異是不易改變的
6. 經濟的區域主義增長（例如：欧洲联盟）
7. 對同類的喜愛以及對異類的憎惡，是人的天性

### 現代文明

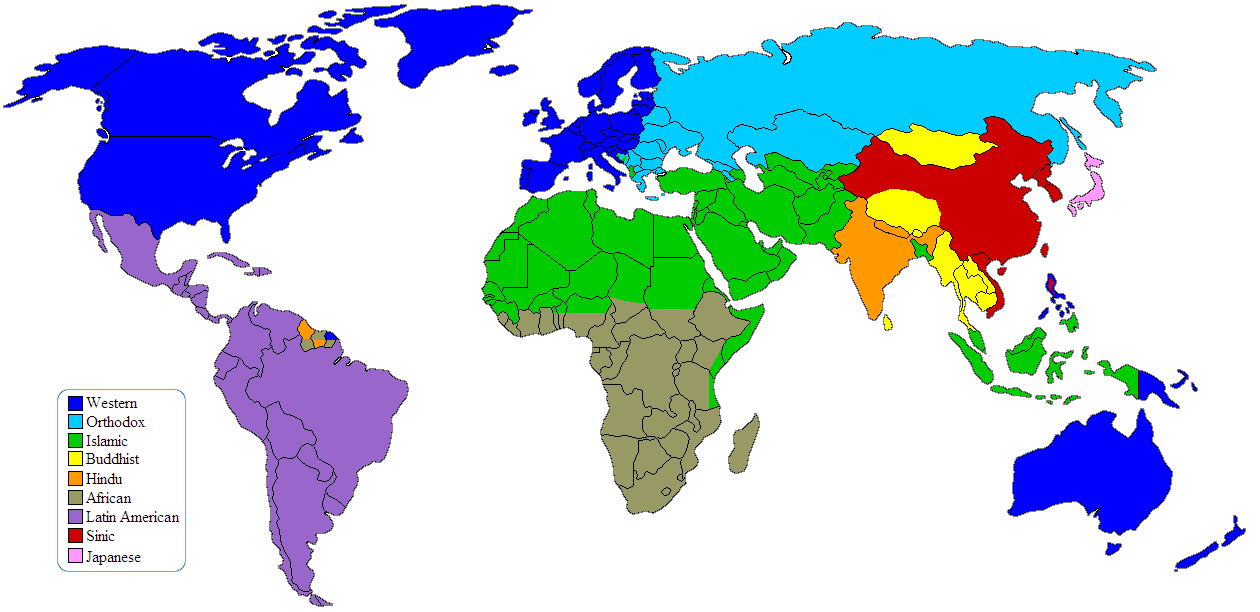
亨廷頓切割的世界文明圈 (Huntington, 1996)

#### 現代文明
1. 中華文明
2. 日本文明
3. 印度文明
4. 伊斯兰文明
5. 西方文明
6. 東正教文明
7. 拉丁美洲文明
8. 非洲文明
9. 佛教文明

## 反對觀點
众多学者从实证、历史、逻辑、意识形态等角度严厉批判亨廷顿的论调 
- 阿马蒂亚·库马尔·森在1999年指出，西方世界形成现代的社会形态不过是启蒙运动和工业革命之后数百年间的事。主张西方“数千年来致力于民主”，将其与世界其它部分对立，是个严重错误。[4]
- 爱德华·萨义德认为这是“可憎的种族主义的体现”，是当今世界里针对穆斯林和阿拉伯人的“希特勒式科学”。
- 乔姆斯基认为此论调不过是美国官方为其在世界各地犯下的暴行正名的新官方宣传，因为冷战后“苏联威胁”已不再是一个可用的借口。[5]
- 希腊总统普罗科皮斯·帕夫洛普洛斯於2019年5月參與亞洲文明對話大會前夕發言表態，認定文明衝突論本質有荒謬性[6][7]，希臘作為西方悠久文明歷史格外體認到沒有任何文明中不參有其他文明習得的部分，尤其全球化的今日這趨勢空前加快，[8]當每個文明混雜有其他人的部分難分界線，如何發起「衝突」的立足點變得怪異，世界要變得更好只有走調和與包容、互學的道路，每个国家也有权选择适合本国国情的发展道路，鼓吹「衝突」隱含本質是要在某個終點分出勝敗、一方消滅另一方，而這本質沒有可行性，只能讓人類在動亂中度日。

### 問題[9]
1. 未解釋為何會有對“文明”的忠誠。
2. 討論到大國時，文化成為不重要的因素，反而是政經軍利益成为重要因素。
3. 文明的核心國和文明並非等號。
4. 文明不會做決定也無法受控，即文明不具備國家的功能。
5. 今世界上許多衝突是內部衝突，而非文明間衝突。[10]
6. 忽略現代化科技和全球化造成的貧富等經濟問題對於一些衝突的本質驅動影響。[11]

## 外部連結
- "The Clash of Civilizations?" （页面存档备份，存于） – Original essay from Foreign Affairs 1993
- "If Not Civilizations, What? Samuel Huntington Responds to His Critics" （页面存档备份，存于）, Foreign Affairs, 1993